# 梅森山
84°43′S 169°48′W / 84.717°S 169.800°W
梅森山（英語：Mount Mason）是南極洲的山峰，位於杜費克海岸的羅斯冰架邊緣，處於利利山脈北端，海拔高度815米，由美國探險隊發現，以無線電工程師命名。